# Éric Cachart
 (décembre 2008).
Si vous disposez d'ouvrages ou d'articles de référence ou si vous connaissez des sites web de qualité traitant du thème abordé ici, merci de compléter l'article en donnant les références utiles à sa vérifiabilité et en les liant à la section « Notes et références ».
Éric Cachart, né le 20 septembre 1956 est un ancien journaliste et animateur de télévision français aujourd'hui reconverti en entrepreneur et homme d'affaires.

## Carrière de journaliste
Éric Cachart entre à FR3 Poitiers comme reporter en 1982. De 1985 à 1987, il était directeur de la communication du Futuroscope (phase de conception et lancement). De 1987 à 1988, Eric Cachart présente le journal de FR3 Poitou Charentes. Il entre à la rédaction nationale de FR3 en septembre 1988.
De janvier 1989 à janvier 1990, il présentait le 19/20 de la semaine en duo avec Catherine Matausch ou Élise Lucet. De janvier 1990 à avril 1994, il était présentateur du 12H45 du 19/20 et de Soir 3 le week-end sur FR3 puis France 3. En juin 1994, il devient présentateur du 19/20 de la semaine en alternance une semaine sur deux avec Élise Lucet.
D'août à décembre 1994 il est présentateur du 19/20 et de décembre 1994 à août 1995, Éric Cachart présente Atout Savoir sur La Cinquième puis Mais comment font-ils ? sur TF1 à 20h45 en duo avec Marie Montuir en 1995.

## Carrière d'homme d'affaires
Après avoir dirigé SVP Multi-info de 1996 à 2001, Éric Cachart est depuis 2001 le P-DG de New Communication Concepts (NCC-Cie) et accompagne des présidents de société dans leur communication. 
Il est le directeur général de la compagnie Verbier Luxury Hotels, qui est gérante de plusieurs complexes hôteliers. Avec son épouse Brigitte de Gastines, ils ont créé ensemble l’hôtel du Château de Curzay (département de la Vienne) revendu en 2020, le Chalet d'Adrien***** à Verbier (Relais & Châteaux) ainsi que le Chalet de Flore****, également à Verbier.
Éric Cachart est également président du conseil d'administration de la destination Verbier St. Bernard (tourisme) et administrateur de la Fondation Barry.